# Bekleidung des Technischen Hilfswerks

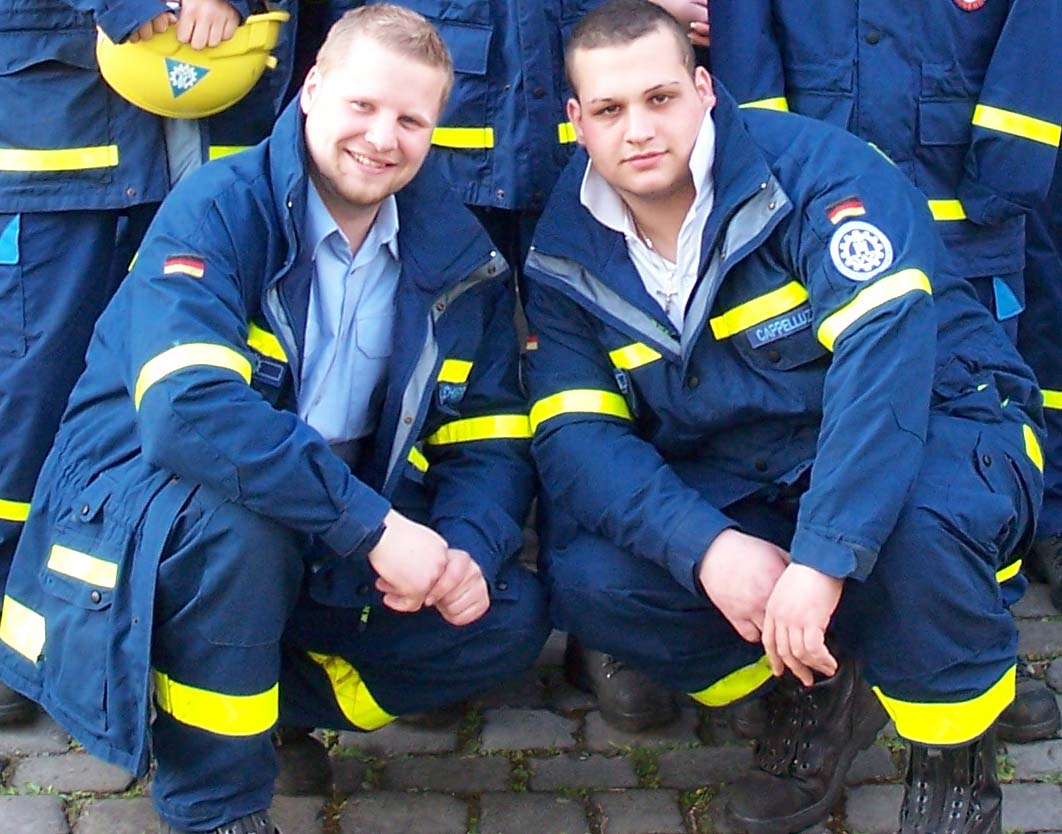
THW-Helfer im aktuellen Einsatzanzug MEA

Die Bekleidung der Bundesanstalt Technisches Hilfswerk umfasst neben der Einsatzbekleidung zum Schutz vor den vielfältigen Gefahren eines Einsatzes auch die Dienstkleidung.

## Uniformen in der Aufbauzeit des THW

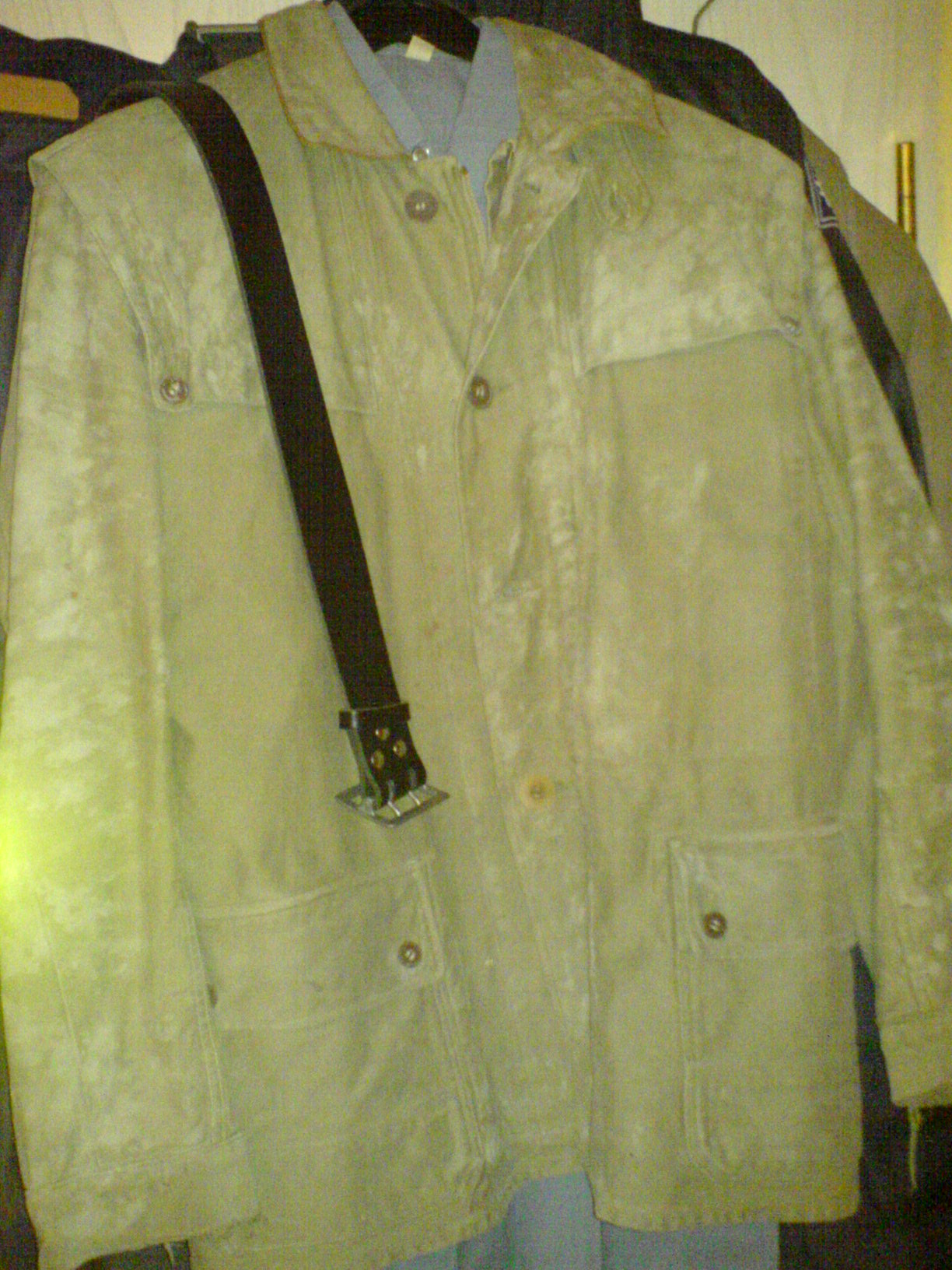
Zweidornkoppel und Einsatzjacke des Luftschutzhilfsdienstes von Anfang der 1960er Jahre, mit brauner Biese und ohne ZS-Emblem auf dem Ärmel

Die ersten Uniformen wurden 1953 von der Bundesanstalt Technisches Hilfswerk beschafft. Sie waren aus einer Art Jeansstoff hergestellt und daher sehr robust.
Eigentlich waren die Uniformen beigefarben; nach mehrmaligem Waschen bekamen sie jedoch einen fast reinweißen Farbton. Daher wurde sie von den Helfern auch als „Anstreicheruniform“ bezeichnet. Die erste Uniform war zugleich Einsatz- und Arbeitsanzug. Mit weißem Hemd und schwarzer Krawatte getragen, stellte sie auch den Dienstanzug dar. Sie wurde bis in die 1960er Jahre getragen.
Die Uniform bestand aus
- einem Diensthemd mit zwei Brusttaschen mit Patte und dem THW-Abzeichen am linken Oberarm.
- einer Bundhose mit einer Oberschenkeltasche je Bein.
- einem Blouson mit Brusttaschen und Patte, sowie einer Regulierung für den Jackenbund und ebenfalls mit dem THW-Abzeichen am linken Oberarm. Die Form war ähnlich der Skibluse der Gebirgsjäger, lediglich in anderer Farbe.
- einer Dienstmütze in Form einer Bergmütze mit einem THW-Abzeichen aus Metall auf der Mütze.

Daneben wurden Einsatzhelme und schwarze Regenponchos sowie halbhohe Schnürstiefel getragen. Als Einsatzhelm wurden schwarz überlackierte Stahlhelme aus ehemaligen Beständen der Wehrmacht und der Schutzstaffel (SS) verwendet.
Im Jahr 1957 wurde dann die khakifarbene Einsatzuniform des Luftschutzhilfsdienstes (LSHD) in Verbindung mit dem weiter unten beschriebenen Luftschutzhelm eingeführt.
Der Schnitt dieser Uniform entsprach in etwa dem Pilotanzug ab 1963. Allerdings gab es bei der Jacke keine Brusttaschen und anstatt mit Knöpfen war sie mit einem Reißverschluss versehen, der mit einer Knopfleiste verdeckt war. Die Hose hatte keinen knöpfbaren Latz und verfügte an den Seiten über zwei kurze Reißverschlüsse. Außerdem hatten beide Bekleidungsteile ein angerauhtes Flanellfutter.
Da die ersten Jacken des LSHD noch nicht über das Emblem des Zivilen Bevölkerungsschutzes (ZB) verfügten, wurden am linken Oberarm Armbinden getragen. Diese waren entweder weiß mit ZB-Emblem oder blau mit weißem Streifen oben und unten und mittigem THW-Symbol (Zahnrad mit Spriegeln und den übereinander angeordneten Buchstaben THW). Das später eingeführte Emblem bestand aus einem blauen Kreis auf gelbem Grund mit den gelben Buchstaben ZB für „Zivilen Bevölkerungsschutz“ bzw. ZS für „Zivilschutz“.
Zu dieser Uniform gehörten auch Schlupfjacken mit Kapuze, welche aus imprägnierter Baumwolle gefertigt waren und als Wetterschutzjacke dienen sollten (der Bundesgrenzschutz führte 1952 das Sumpftarnmuster ein; die Altbestände in Splittertarnmuster wurden vor der Ausgabe an das THW zwar schwarz eingefärbt, das Tarnmuster blieb jedoch sichtbar), sowie ein khakifarbenes Diensthemd und ein khakifarbener Strickpullover mit V-Ausschnitt. Außerdem gehörte nun ein Zweidornkoppel aus Leder, wie es auch bei den Polizeien sowie dem Bundesgrenzschutz (BGS) getragen wurde, dazu.
Als Schuhwerk wurden die bei der Bundeswehr und beim BGS verwandten „Schnallenstiefel“ getragen, welche an der Stiefelspitze mit einem Stoßeisen versehen waren.

## Die Uniformen in den 1960ern
In dieser Zeit gab es eine Vielzahl von Uniformen in verschiedenen Farben, Formen und Schnitten. Die Farben reichten von blaugrau (nur bis 1968 für die Selbstschutzzüge des Bundesluftschutzverbandes, vereinzelt auch im THW), grau (ab 1963) oder khaki (1957–1962, Restbestände wurden bis in die 80er Jahre hinein als Arbeitsanzüge aufgetragen). In der Form unterschied man den Einsatzanzug des Luftschutzhilfsdienstes (LSHD) in khaki, den Kälteschutzanzug (grau), den Einsatzanzug „Pilot“ (grau) und den grauen Einsatzanzug aus den 1950er Jahren.

### Der Einsatzanzug des Luftschutzhilfsdienstes

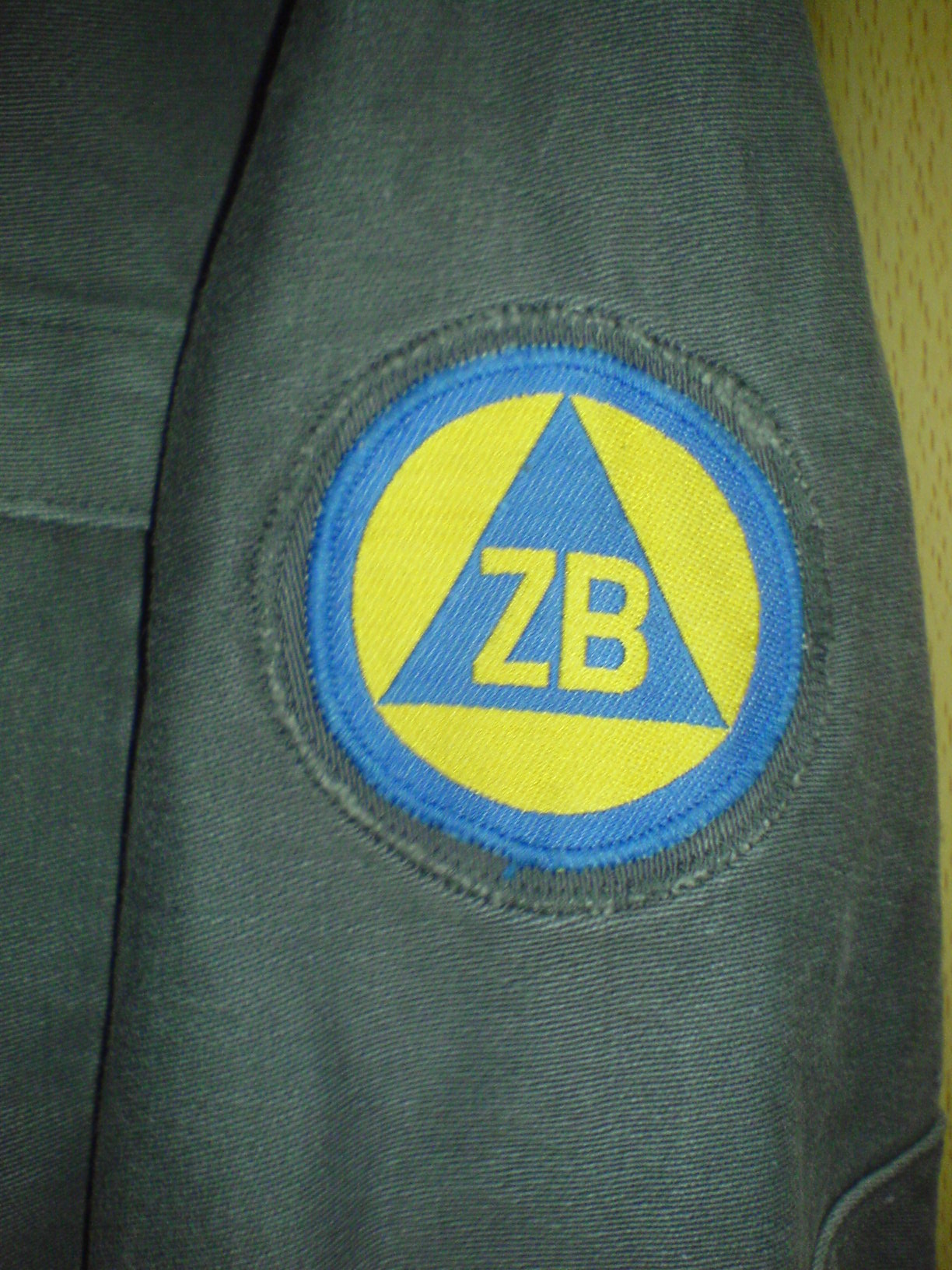
ZB-Emblem auf einem LSHD-Einsatzanzug

Der LSHD-Einsatzanzug wurde nur an Ortsverbände ausgegeben, die sich am Luftschutzhilfsdienst beteiligten. Somit trug diesen Anzug nicht nur das THW, sondern auch Organisationen wie der Arbeiter-Samariter-Bund, das Deutsche Rote Kreuz, die Johanniter-Unfall-Hilfe, der Malteser Hilfsdienst, die Freiwilligen Feuerwehren und Angehörige von Regieeinheiten und verantwortlichen Behörden, die im Einsatz die Befehlsbefugnis ausübten. Es war nämlich gewünscht, im gesamten LSHD eine komplette Einheitlichkeit in Sachen Bekleidung zu erzielen.
Der Anzug hatte entweder eine farbliche Unterscheidung am Kragenrand, die der Litze der Bundeswehr ähnelte, oder farbige Kragenspiegel. Die Farben standen für den Fachdienst des Trägers.
Die Farben für den Bergungsdienst, den Fernmelde- und den ABC-Dienst wurden vom THW übernommen und zur Kennzeichnung eigener Einheiten bis 1995 beibehalten.
Die Fachdienstfarben waren:
- Rot: Brandschutzdienst (nach Auflösung des LSHD ausschließlich für die Feuerwehr)
- Schwarz: Bergungsdienst (Weiterverwendung im THW bis 1995)
- Blau: Sanitätsdienst (Wurde nach Auflösung des LSHD nicht weiterverwendet)
- Braun: ABC-Dienst (Weiterverwendung im THW bis 1995)
- Gelb: Fernmeldedienst (Weiterverwendung im THW bis 1995)
- Grün: Betreuungsdienst (Weiterverwendung im THW als Fachdienstfarbe für den Instandsetzungsdienst bis 1995)
- Orange: Lenkungs- und Sozialdienst (Abschaffung 1972 im Zuge der Auflösung des LSHD, die Fachdienstfarbe wurde auch im THW nicht weiterverwendet.)
- Rosa: Veterinärdienst (Wurde nach Auflösung des LSHD nicht weiterverwendet)

Von ca. 1960–1962 wurde der khakifarbene LSHD-Anzug im selben Schnitt wie der Pilotanzug gefertigt. Die farbigen Kragenlitzen fielen weg, die Kragenspiegel wurden bis zur Auflösung des LSHD beibehalten.
Vom LSHD wurde ursprünglich auch die Einführung von Erkennungszeichen für Führer und Unterführer gewünscht. Geplant war die Anbringung von Winkeln beziehungsweise Balken über dem ZB-Emblem auf dem linken Oberarm. Aufgrund des Widerstandes der beteiligten Organisationen, die meist eigene Unterscheidungszeichen hatten, wurde dieses System nur im Land Hamburg insbesondere bei Helfern des Bergungsdienstes und von Regieeinheiten ab 1964 erprobt. Außerdem sollten die Helfer mit abgeschlossener Sonderausbildung (Kraftfahrer, Sprechfunker usw.) durch ein entsprechendes Funktionsabzeichen am linken Unterarm gekennzeichnet werden. Dies fand im LSHD allerdings keine Anwendung mehr, wurde aber vom THW in den 1970er Jahren wieder aufgegriffen.

### Der Kälteschutzanzug

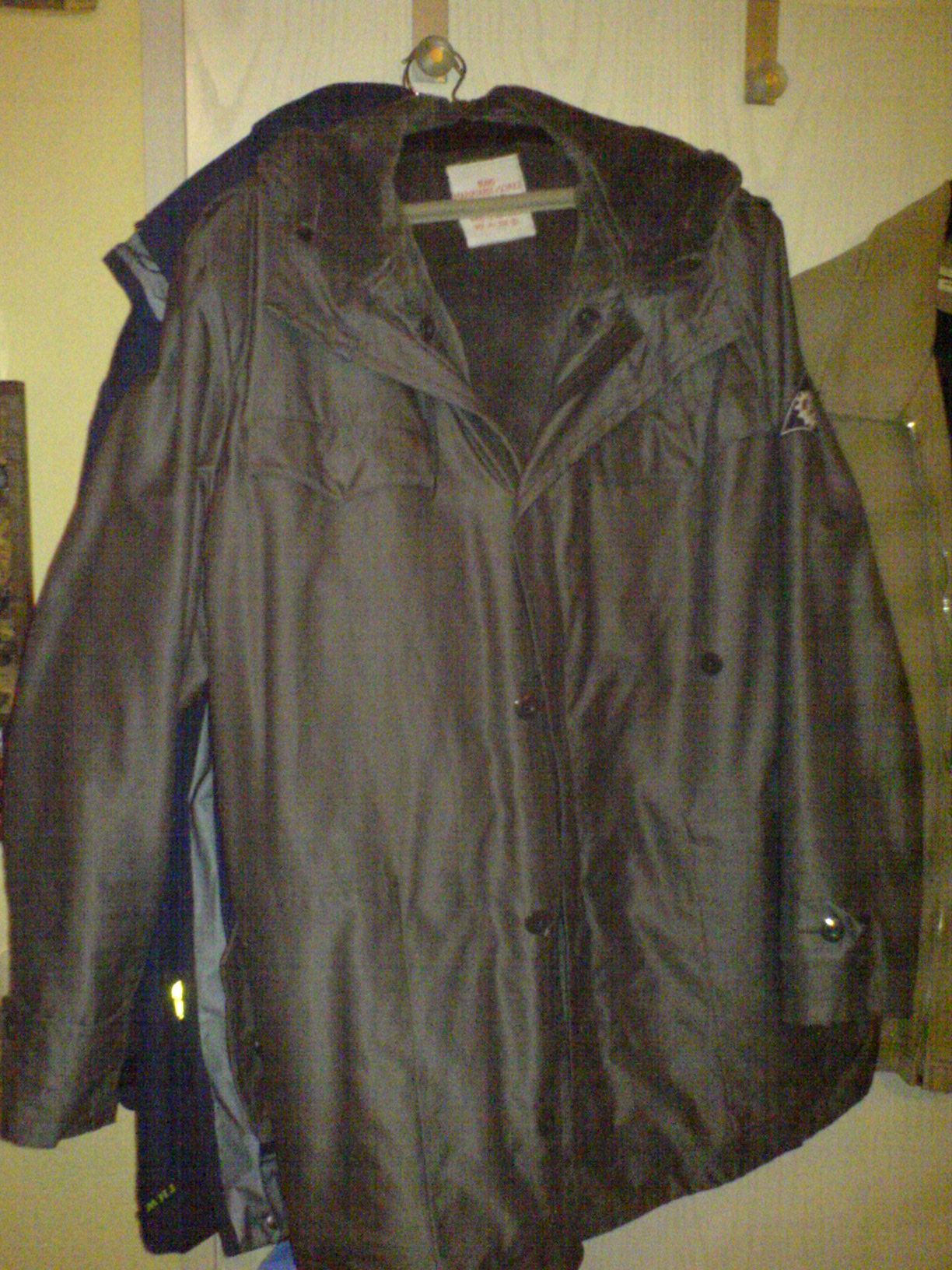
Gefütterter Parka des THW, beschafft ab 1968

Der Kälteschutzanzug wurde im Auftrag des Luftschutzhilfsdienstes (LSHD) zwischen 1962 und etwa 1968 durch die Firma Bulag in Auerbach in der Oberpfalz gefertigt und von allen Fachdiensten getragen. Je nach Fachdienstzugehörigkeit wurden verschiedenfarbige Kragenspiegel angebracht.
Die Anzüge des THW waren mit dem Dreiecksabzeichen des Zivilschutzes versehen, während die Anzüge für den LSHD das runde ZB-Abzeichen trugen. Der Kälteschutzanzug wurde aus einem graumelierten Stoff hergestellt, welcher bei feuchtem Wetter ziemlich stark das Wasser anzog. Von den Helfern wurde er auch „Filzlaus“ oder „Pferdedecke“ genannt.
Zu diesem Anzug gehörten eine Jacke ohne Koller und eine Hose mit Gürtel. Weiterhin wurde eine Mütze getragen, welche der Wehrmachtsfeldmütze M43 sehr ähnlich sah. THW-Helfer trugen darauf ein Metallabzeichen in Zahnradform, die Mützen für den LSHD waren ohne Abzeichen. Bei besonderen Anlässen wurde er auch, mit Krawatte und weißem Hemd, als Dienstanzug getragen.
Dieser Anzug wurde von vielen Althelfern noch bis zum Ende der 1980er Jahre weiter genutzt. Im normalen Dienst wurde er jedoch ab Ende der 1960er Jahre durch den Parka im Bundeswehrschnitt ersetzt.

## Mitte der 1960er Jahre bis Ende des Jahrhunderts

### Einsatzanzug „Pilot“

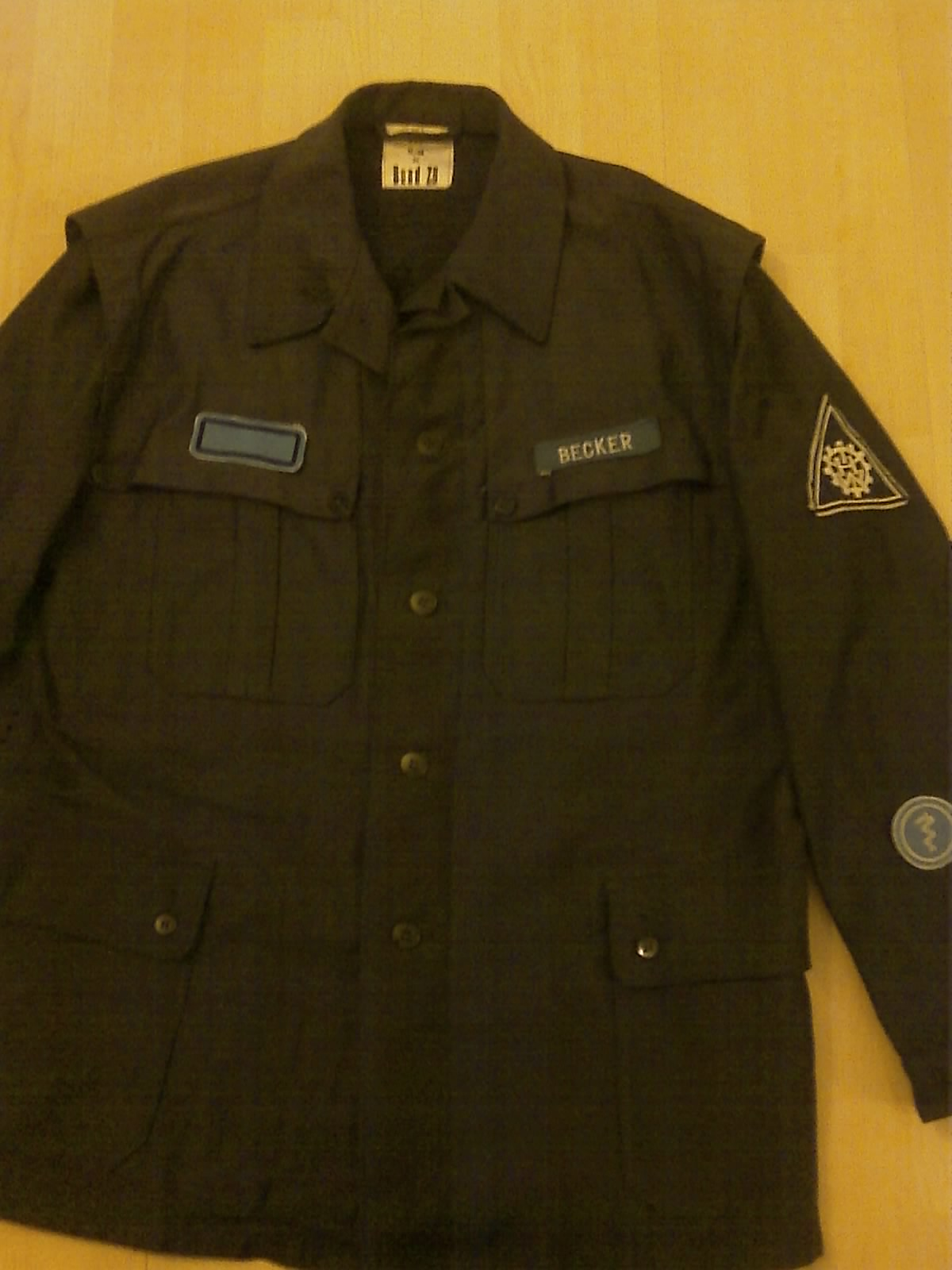
Jacke zum Pilotanzug 1. Form mit den ab 1973 gültigen Abzeichen bzw. Namensstreifen. Hier: Helfer Bergungsdienst mit Sonderausbildung Sanitäter aller Fachdienste

Dieser Anzug wurde ab 1963 sowohl im THW als auch bei den LSHD-Einheiten eingeführt. Der Name Pilot stammt von Pilotstoff (auch Moleskin oder Englischleder), der wegen seiner besonders robusten Art geschätzt ist und heute noch für Berufsbekleidung speziell im Zunfthandwerk verwendet wird. Der Anzug wurde noch bis Ende der 1990er getragen.
Im THW wurde das Dreiecksabzeichen mit dem THW-Symbol auf dem linken Ärmel getragen, auf den Anzügen der LSHD-Einheiten das bereits oben erwähnte ZB-Abzeichen. Darüber hinaus wurden die Fachdienste durch verschiedenfarbige Kragenspiegel nach dem bereits oben genannten Farbmuster kenntlich gemacht.
Es gab ihn nur in grau, und er löste in Verbindung mit dem Parka später auch den Kälteschutzanzug ab. Weiterhin gehörte ein grauer Pullover mit V-Ausschnitt dazu, welcher allerdings nur bis zur Einführung des Parkas beschafft wurde. Je nach Hersteller (Rodex, W&O, Wurster Metzingen) wurde der Anzug in unterschiedlichen Qualitäten gefertigt.
Nach Auflösung des LSHD im Jahr 1972 entfielen die Kragenspiegel sowie das ZB-Abzeichen, welche somit von den noch aufzutragenden Anzügen abzutrennen und durch das Abzeichen der jeweiligen Organisation zu ersetzen waren. Von seiner Einführung 1963 bis zum letzten Jahr der Fertigung (1995) erfuhr dieser Anzug eine Reihe von Änderungen und Verbesserungen.
Der Einsatzanzug „Pilot“ verfügte im Inneren der Jacke, je nach Hersteller, über eine beziehungsweise zwei kleine Taschen. Diese kleinen Taschen waren für Verbandpäckchen vorgesehen, damit der Helfer im Notfall sich selbst oder seine Kameraden verbinden konnte.

#### Erste Ausführung ab 1963 bis ca. Ende der 1970er Jahre
Jacke: Brusttaschen mit Quetschfalten, Seitentaschen mit zwei Knöpfen verschlossen.
Das Koller war auch im Rücken mit zwei Knöpfen befestigt. Die Ärmelenden konnten ähnlich wie bei einer Hemdmanschette in verschiedenen Weiten mittels Knöpfen verschlossen werden. An den Seiten waren drei Löcher mit einer Stoffverstärkung angebracht. Diese waren für die Anbringung von Haken gedacht, die das Koppel in seiner Position ca. 3–5 cm über den Seitentaschen halten sollten. Diese Haken gehörten bereits zur Ausstattung des LSHD-Anzuges von 1957 sowie zur Ausstattung des Kälteschutzanzuges und waren auch noch an den Pilotanzügen der letzten Serie zu finden. Da diese Haken allerdings von vielen als unpraktisch empfunden wurden, wurden sie meistens direkt nach der Ausgabe wieder entfernt.
Hose: Latzhose mit knöpfbarem Latz sowie zwei Seiten- und Gesäßtaschen.
Die Bundweite konnte durch zwei knöpfbare Riegel an den Seiten verstellt werden. Je nach Hersteller mit oder ohne Zollstocktasche (Rodex/Wurster Metzingen: Mit Zollstocktasche, W&O ohne Zollstocktasche) Sämtliche Knöpfe waren aus schwarzem Kunststoff.
Als Kopfbedeckung wurden eine Bergmütze oder ein Schiffchen aus dem gleichen Material getragen. Bis Ende der 1960er Jahre wurde ein Zweidornkoppel aus schwarzem Leder getragen. Danach erfolgte die Einführung eines Gurtkoppels mit Kastenschloß, zunächst in oliv wie bei der Bundeswehr. Ab 1975 gab es einen Nässeschutzanzug aus kunststoffbeschichteter Baumwolle.

#### Ab Anfang der 1980er Jahre bis Anfang der 1990er Jahre

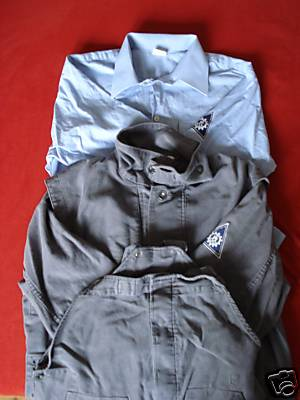
Pilotanzug des THW, 1980er Jahre, mit hellblauem Hemd, Jacke und Latzhose

Jacke: Glatte Brusttaschen ohne Falten, das Koller war nun komplett im Rückenbereich ohne Knöpfe vernäht und mit einer Nässeschutzeinlage versehen. Die Klappen der Seitentaschen hatten nun eine verdeckte Knöpfung und waren mittels eines Knopfes zu verschließen. Die Ärmelenden waren nun weiter gearbeitet.
Hose: Nur noch eine Gesäßtasche rechts und eine mittels einer Patte verschließbare Zollstocktasche auf dem rechten Bein. Die Knöpfe waren nun aus Metall.
Wegfall der Bergmütze und Einführung der BW-Wintermütze in grau. Einführung des BW-Feldkoppels in geringer Anzahl in Oliv, ab etwa 1979/80 in grauer Ausführung des neuen Katastrophenschutzeinsatzanzuges des BZS, dieser entsprach voll und ganz den Technischen Lieferbedingungen des damaligen Feld- bzw. Kampfanzug der Bundeswehr in oliv.
Die Lieferanten waren jetzt u. a. Marquardt&Schulz, Wiegand Bochum sowie die Wolfhagener Kleiderfabrik.

#### Anfang bis Mitte der 1990er Jahre
Die Ausführung des Einsatzanzuges blieb unverändert. Lediglich die Brusttaschen der Jacke waren nun mittels eines Reißverschlusses zu schließen. Das Schiffchen entfiel als Kopfbedeckung und das schwarze Barett wurde ab 1991 eingeführt. Im selben Jahr erfolgte ebenfalls die Einführung eines Nässeschutzanzugs aus Goretex. Das Koppel hatte ab Mitte der 1990er Jahre ein eingeprägtes THW-Symbol. Der ab 1968 eingeführte Parka sowie das hellblaugraue Diensthemd sind in dieser Zeit weitestgehend unverändert geblieben. Auf der Jacke wurden seit etwa 1973 neben dem THW-Ärmelabzeichen auch das jeweilige Dienststellungskennzeichen sowie das Abzeichen für eine absolvierte Sonderausbildung getragen.
Ab Anfang der 1980er Jahre wurden – wie auch in der Bundeswehr üblich – vermehrt Namensstreifen auf Parka und Jacke getragen.

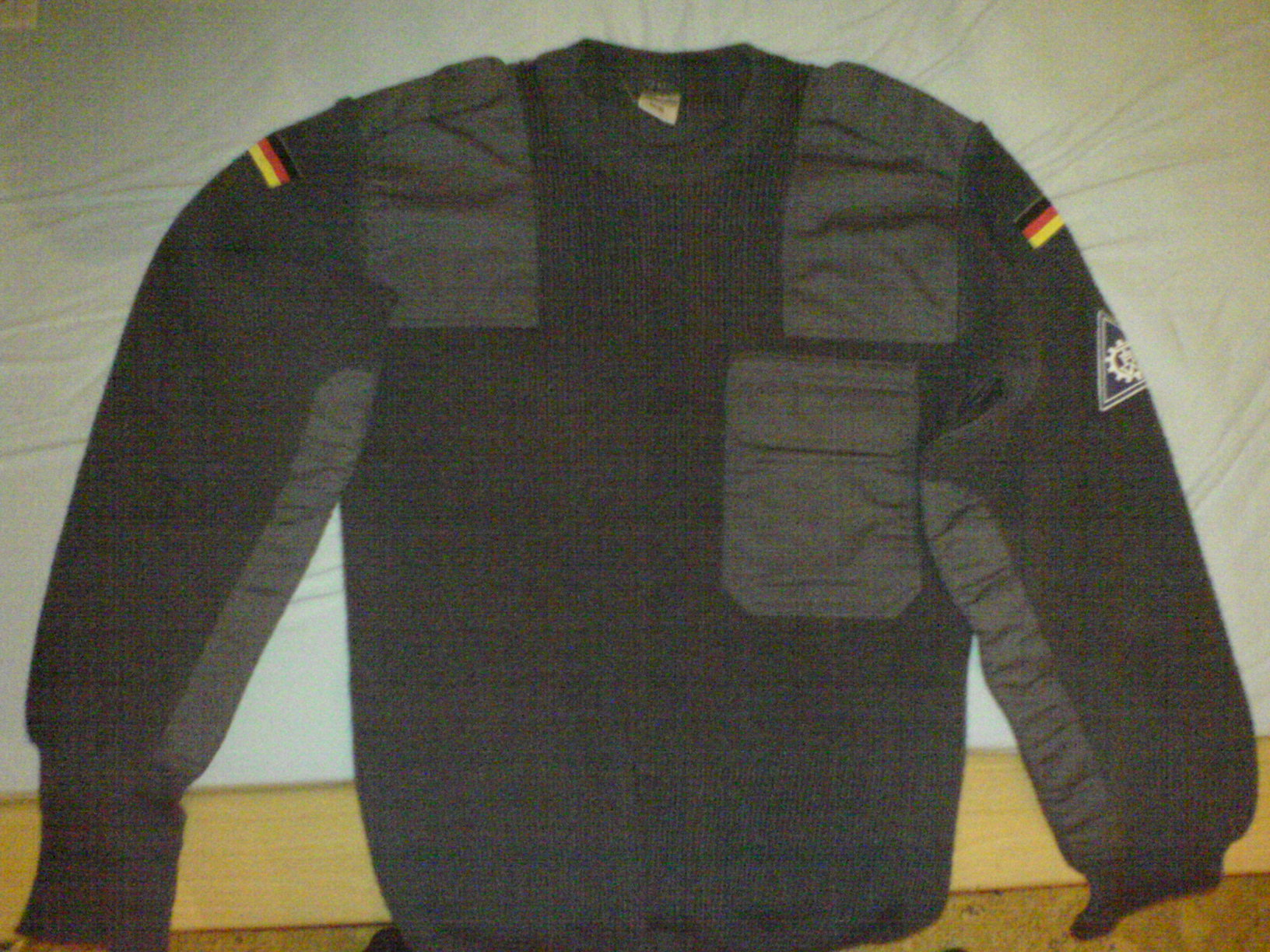
Wollpullover des THW von 1991 im Stil der Bundeswehrpullover

Gegen Ende der 1980er Jahre wurden vom THW zusätzlich graue Bundeswehrpullover beschafft. Im Jahr 1994 erfolgte die Einführung einer Bundhose. Diese war von der Ausführung den BGS-Hosen gleich, die Farbe war jedoch grau. Die Pullover hatten das dreieckige THW-Zeichen auf dem linken Oberarm. Die Hosen wurden nur in wenigen Geschäftsführerbereichen ausgegeben.
Bis zur Einführung des neuen Einsatzanzuges im Jahr 1999 waren sämtliche Varianten des Pilotanzuges im THW anzutreffen, da bis zuletzt auch Altbestände aufgetragen wurden. Ein weiterer Grund hierfür ist auch die sehr gute Qualität dieser Kleidungsstücke, was besonders bei den in den 1960er Jahren gefertigten Uniformen der Fall ist. Während dieser Zeit wurde der Pilotanzug in einigen THW-Ortsverbänden auch mit reflektierenden Rückenschildern und Reflexstreifen ausgestattet, um eine bessere Erkennbarkeit bei Dunkelheit zu gewährleisten.
In dieser letzten Phase der Nutzung war Marquardt & Schulz der alleinige Lieferant.

### Bundeswehrbekleidung
Da das THW in den 1970ern den Einsatzanzug „Pilot“ und den grauen Parka nicht sofort an alle Ortsverbände ausliefern konnte, wurden die Helfer zum Teil mit den Kampfanzügen und Parkas der Bundeswehr ausgestattet. Es wurde einfach das THW-Abzeichen unter dem Hoheitsabzeichen sowie die Dienststellungsabzeichen angebracht.
In der Öffentlichkeit sah man diese Anzüge aber eher selten. Nachdem alle Ortsverbände mit dem Einsatzanzug „Pilot“ ausgestattet wurden, gingen die Kampfanzüge und Parkas an die Bundeswehr zurück.

## Einsatzschutzkleidung seit dem Jahr 2000

### Multifunktionaler Einsatzanzug (MEA)
In der Richtlinie über die Bekleidung und Kennzeichnung im Technischen Hilfswerk (BeklRiLi) aus dem Jahr 2013 wird der Multifunktionale Einsatzschutzanzug (MEA) für Einsatzkräfte als Persönliche Schutzausrüstung (PSA) festgelegt. Er besteht aus Einsatzschutzjacke, Einsatzschutzhose, Einsatzschuhen (Stiefel), Einsatzschutzhandschuhen und einem Schutzhelm. Die dem Helfer überlassene Bekleidung umfasst zudem T-Shirts (lang oder kurzärmlig), Fleecejacke und Kniestrümpfe. In die Hose kann eine Innenhose aus atmungsaktiver Membran als Nässeschutz eingeknüpft werden. Über den MEA kann eine wasserdichte Wetterschutzjacke und -hose getragen werden. Der Einsatzanzug besitzt nicht die Zulassung EN 471, da die fluoreszierde Fläche zu gering ist, so dass im fließenden Verkehr stets zusätzlich eine Warnweste zu tragen ist. Der MEA ist bedingt wind-, wasser- und staubdicht und er bietet einen Basisschutz gegen Flammen und Chemikalien. Rückenschilder werden auf dem Rücken des MEA und der Jugendbekleidung getragen. Rückenschilder mit Funktionsbezeichnung sind nur zu tragen, wenn diese Funktion aktuell eingenommen wird. Es sind nur folgende Beschriftungen zulässig (männliche und weibliche Form): THW, Zugführer, Gruppenführer, Fachberater und THW-Jugend.

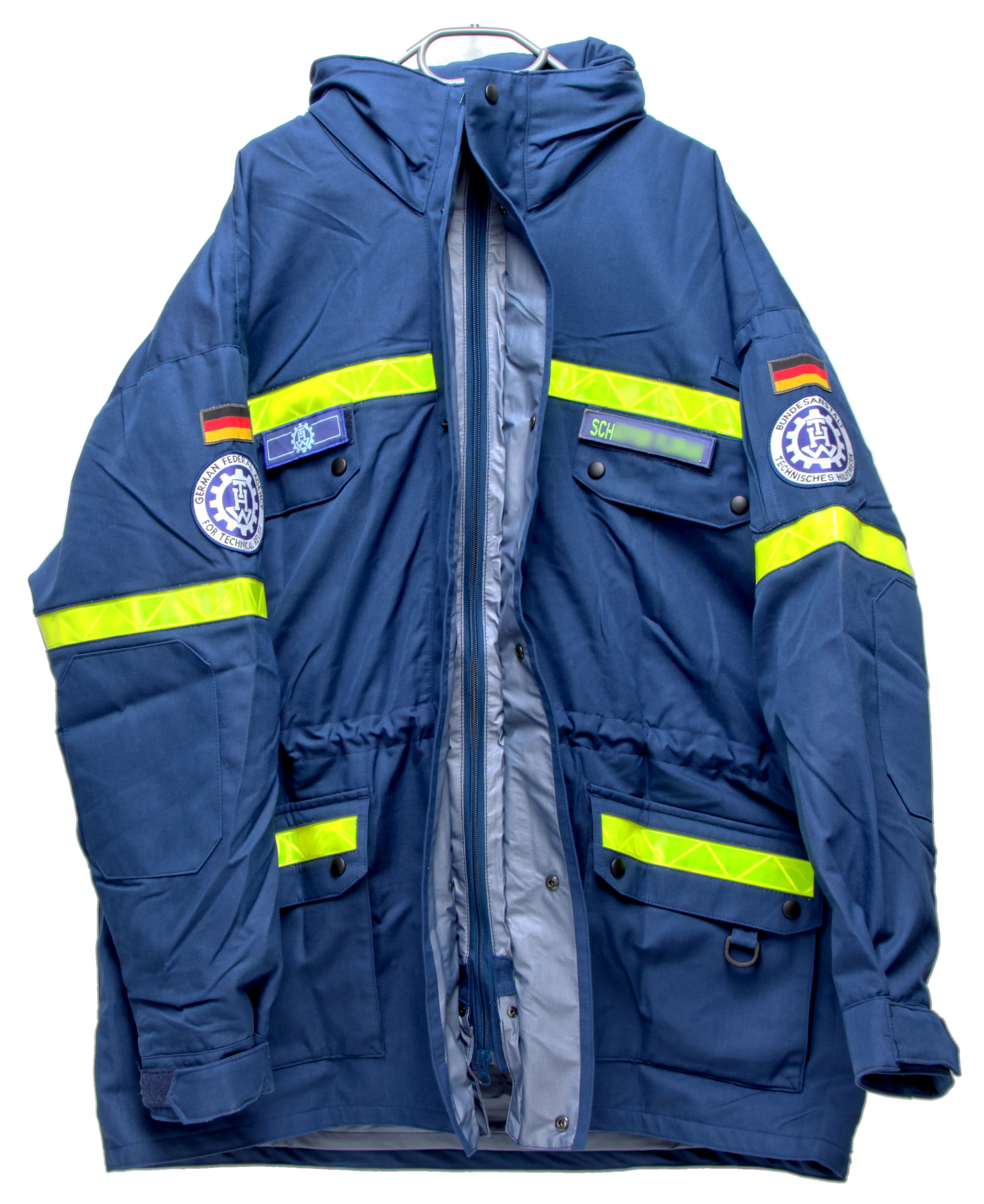
Einsatzschutzjacke
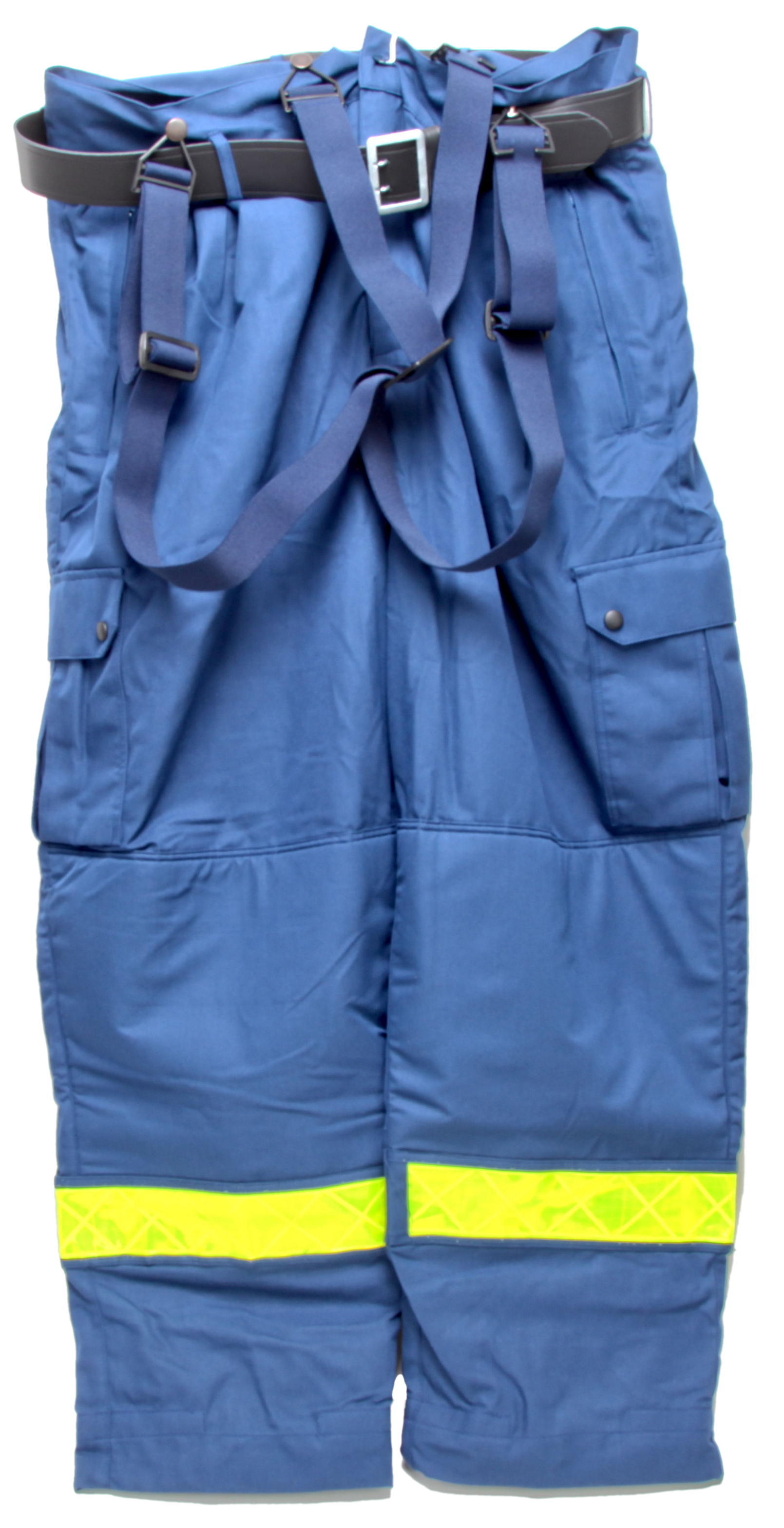
Einsatzschutzhose mit Gürtel und Hosenträgern
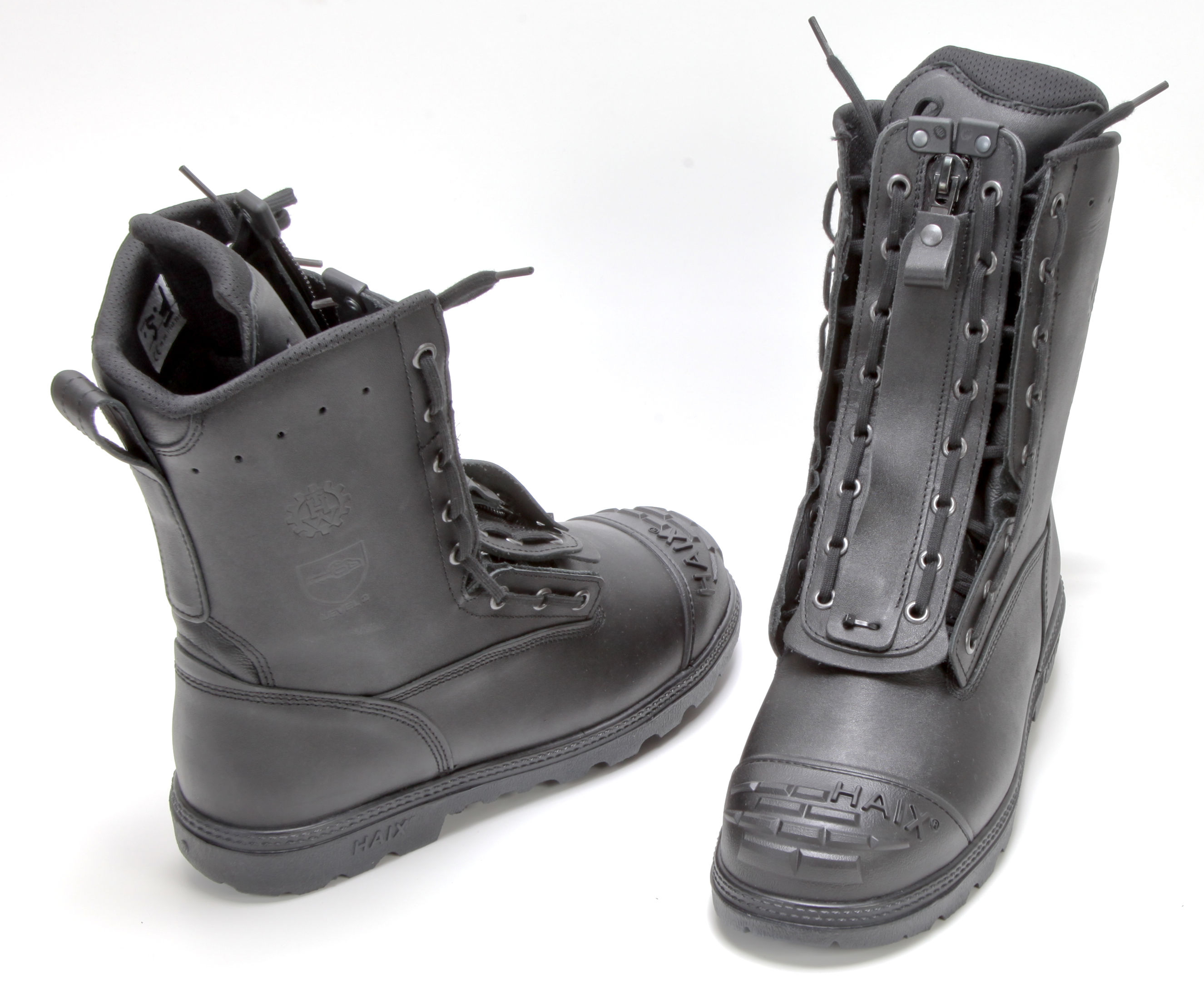
Einsatzstiefel von Haix mit Schnittschutz für Kettensägen
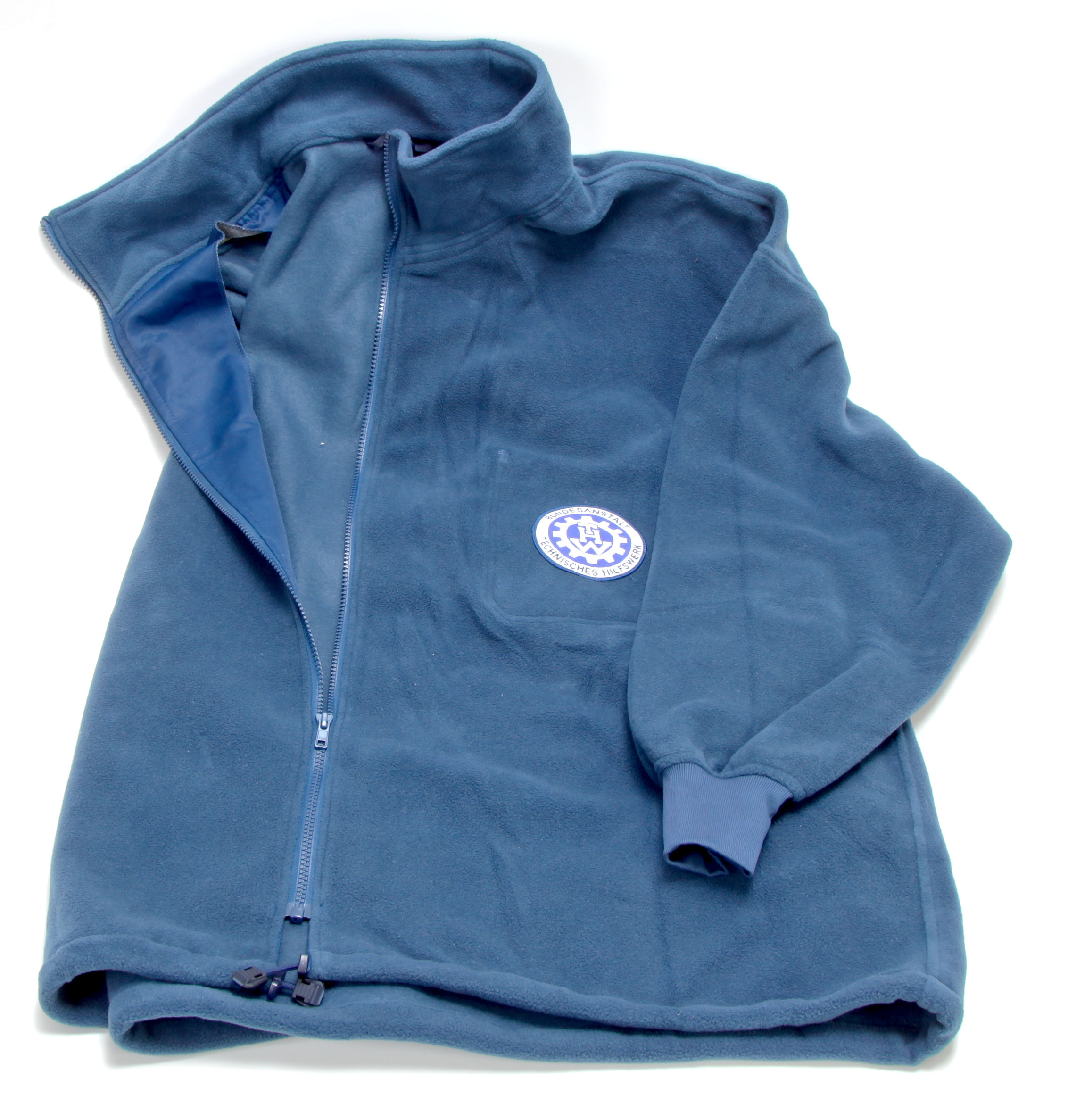
Fleecejacke
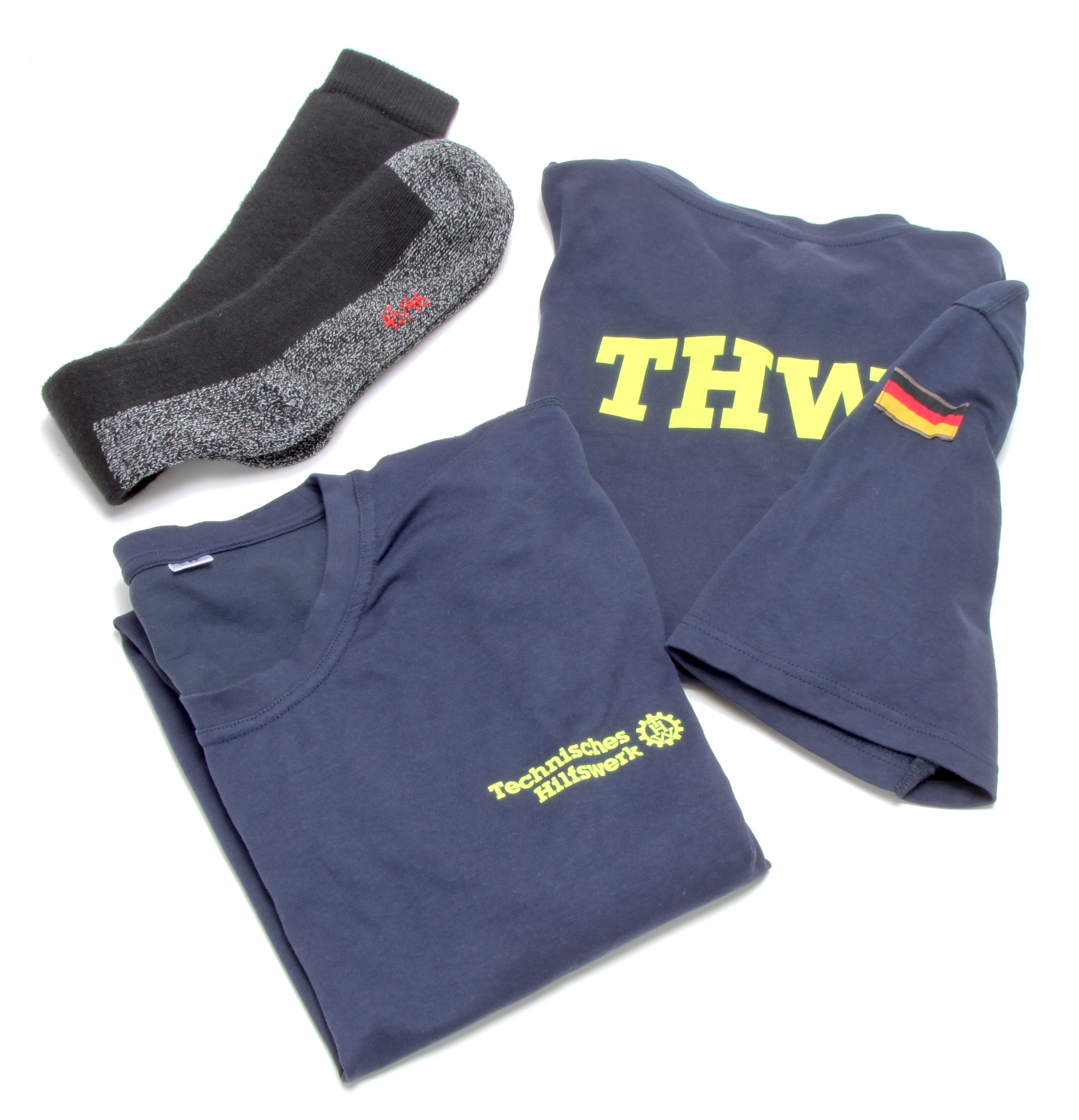
T-Shirt Vorder- und Rückseite, Kniestrümpfe

### Neuer Multifunktionaler Einsatzanzug 2.0 (MEA 2.0) ab 2023

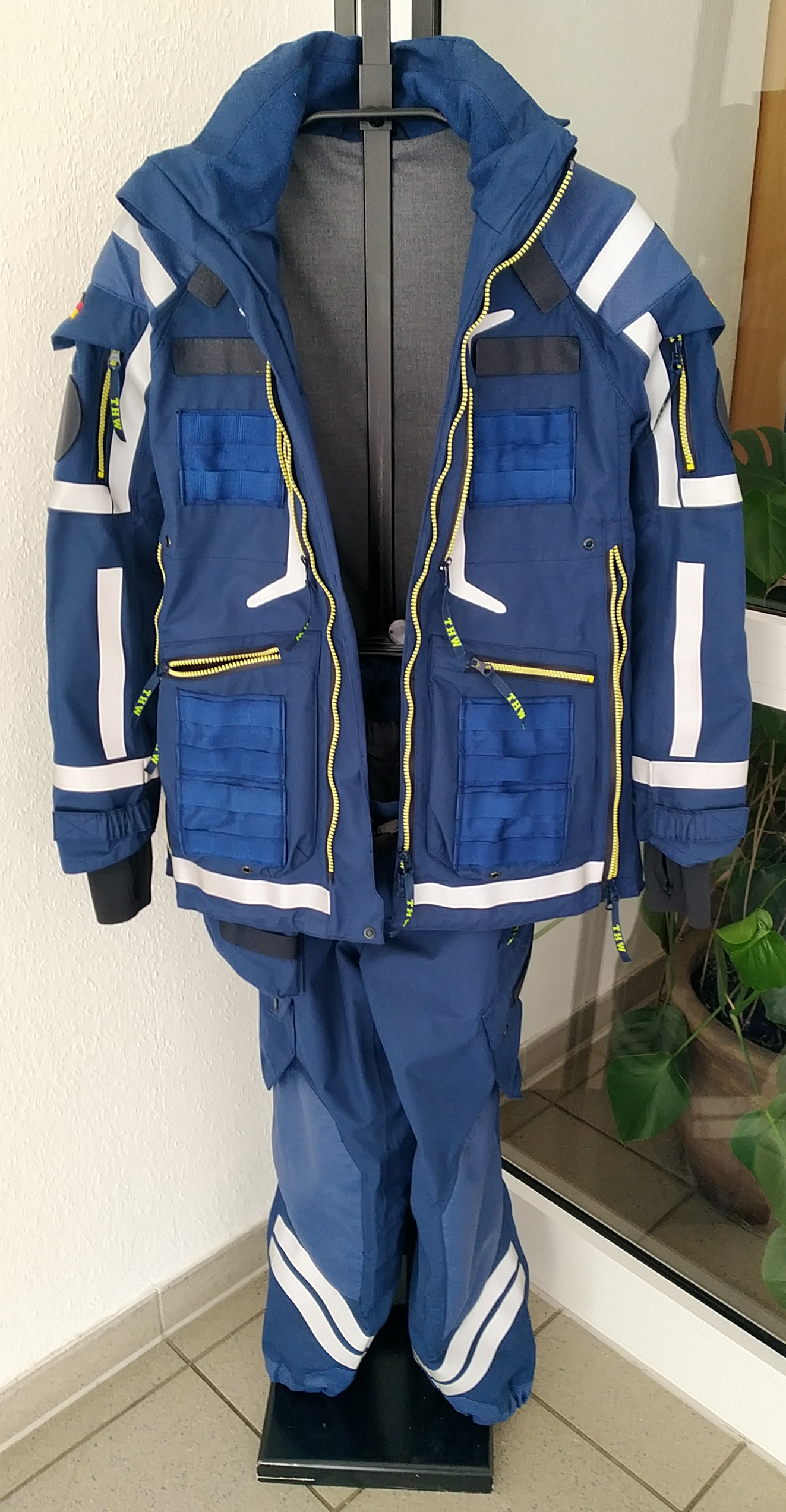
Prototyp eines neuen Multifunktionalen Einsatzanzugs (2022)

Die Ablösung des derzeit verwendeten Einsatzanzuges ist ab 2023 beabsichtigt. Als eine der Neuerungen sehen bisherige Entwürfe die Verwendung des Systems PALS zur Befestigung weiterer Ausstattung vor.

## Arbeitsanzüge
Die vom THW beschafften Arbeitsanzüge in blau (1984–1989), grau (1990–2000) und petrolblau (seit 2000), sowie die ehemaligen Einsatzanzüge „Pilot“ werden heute noch bei Arbeiten und Ausbildung in der Unterkunft getragen. Sie bestehen aus einer Latzhose mit durch einen Reißverschluss verschlossener Brusttasche und einer Gesäß- sowie Zollstocktasche und einer Arbeitsjacke mit zwei Brusttaschen mit Patte.
Das Material ist Baumwolle und dementsprechend sehr strapazierfähig. Dieser Anzug wurde bis zur Einführung der neuen Bekleidung für Junghelfer im Jahr 2003 in Verbindung mit dem Parka auch von der THW-Jugend getragen. Von 1980 bis 1985 wurde in NRW auch der Arbeitsanzug der Polizei für diese Zwecke im THW genutzt.

## Bekleidung für Junghelfer
In der Zeit zwischen ca. 1975 und 1985 gab es bereits einen Anzug speziell für Junghelfer. Dieser bestand aus einer Jacke und einer Hose aus Baumwolle und war von der Ausführung den Arbeitsanzügen ähnlich.
Die Farbe war jedoch ein helles blau ähnlich dem der Auslandsbekleidung. Die Helme der Junghelfer waren weiß, ansonsten aber mit denen der aktiven Einheiten identisch. Als Schuhwerk wurden die Schaftstiefel getragen.
Zwischen 1985 und 2002 trugen die Junghelfer die Bekleidung und das Schuhwerk der aktiven Einheiten. Ab 2003 gab es wieder eine spezielle Bekleidung für Junghelfer inklusive Schutzhelm und speziellem Schuhwerk, welche mit kleinen Änderungen bis heute genutzt wird. Diese ist im Design den Einsatzanzügen der aktiven Einheiten angelehnt, unterscheidet sich jedoch u. a. durch eine hellblaue Schulterpartie sowie durch Rückenschilder mit der Aufschrift „THW Jugend“. Darüber hinaus verfügt der Anzug für die Jugend bis auf die Imprägnierung gegen Nässe nicht über die gleichen Schutzeigenschaften wie der reguläre Einsatzanzug, darf aber im Rahmen der Grundausbildung bis zum Bestehen der Prüfung weiter genutzt werden.
Bis vor kurzem konnte über den Hersteller (Geilenkothen) auch eine dazu passende Weste auf eigene Kosten privat beschafft werden.
Darüber hinaus werden zur Zeit Dienststellungskennzeichen für Funktionen innerhalb der Jugend eingeführt.

## Bekleidung für Auslandseinsätze

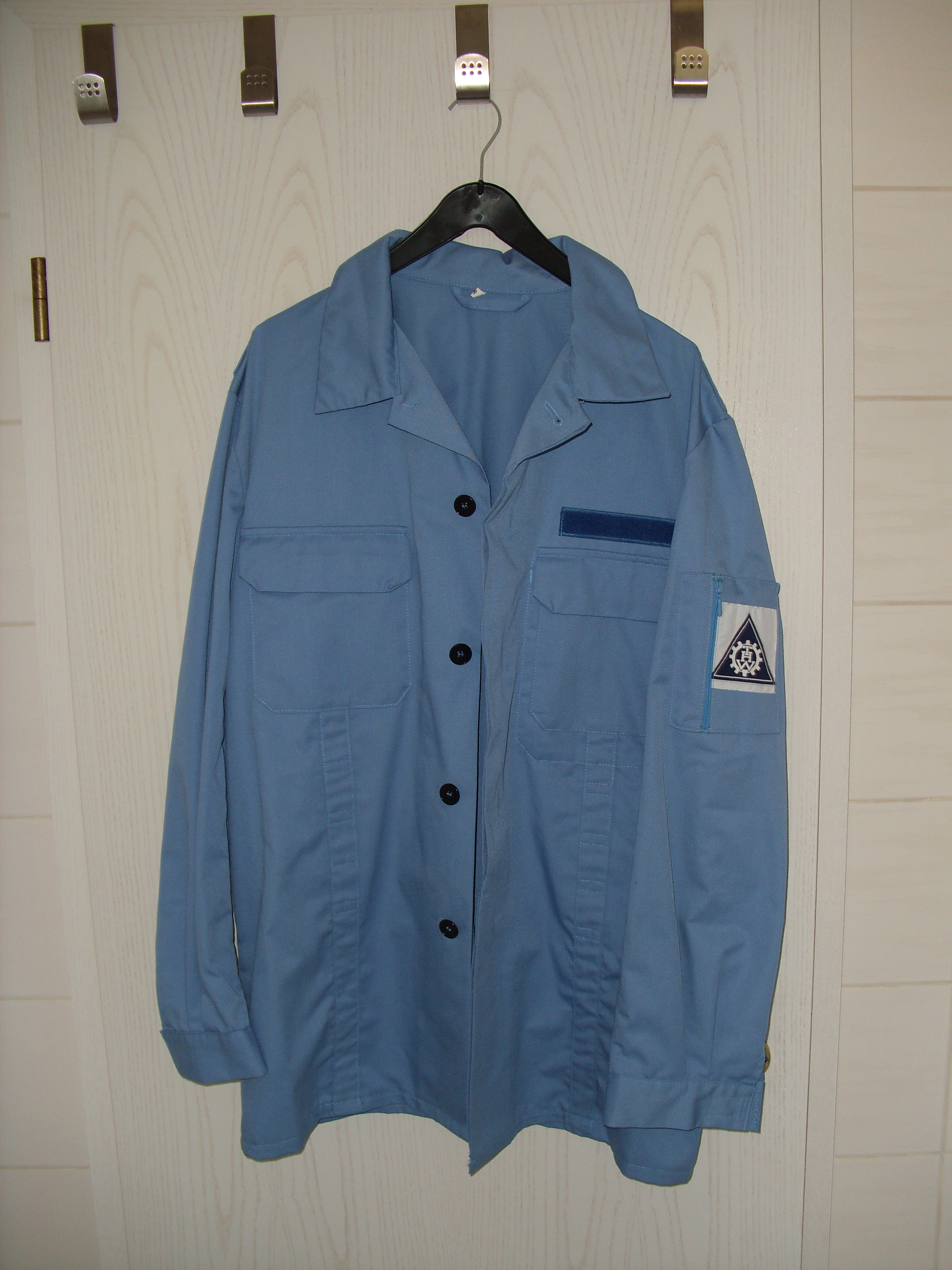
Jacke zur Auslandsbekleidung des THW, Anfang der 1990er Jahre

Bis ca. Anfang der 1990er Jahre wurde die reguläre Einsatzbekleidung (Pilotanzug etc.) auch bei Auslandseinsätzen getragen. Aufgrund der immer zahlreicher werdenden Einsätze in tropischen Klimazonen wie z. B. in Afrika, wurde die Einführung einer Einsatzbekleidung, welche für diese klimatischen Bedingungen tauglich ist, notwendig.
Sie bestand aus einer knöpfbaren Jacke mit zwei mittels Klett zu verschließenden Brusttaschen sowie einem „Ärmelbüro“ auf dem linken Ärmel und einer Hose mit zwei Gesäßtaschen, sowie einer Oberschenkeltasche auf der rechten Seite. Außerdem gehörten noch ein beigefarbener Tropenhut sowie ein Diensthemd mit kurzen Ärmeln zu dieser Bekleidung. Jacke und Hose bestanden aus einem leichten hellblauen Baumwollstoff. Auf dem Ärmelbüro war das THW-Abzeichen in Dreiecksform angebracht, ohne jedoch den weißen Trägerstoff vor dem Vernähen zu entfernen. Vom Schnitt her sind beide Teile, mit Ausnahme eines Flauschbandes für den Namensstreifen über der linken Brusttasche der Jacke, mit dem Mehrzweckanzug des BGS identisch. Bemerkenswert ist allerdings, dass auch die Jacken für das THW mit Tunneln für die Befestigung von Schulterstücken versehen waren, obwohl diese im THW nicht getragen wurden. Dienststellungskennzeichen wurden an dieser Bekleidungsform nicht getragen.

## Dienstanzüge

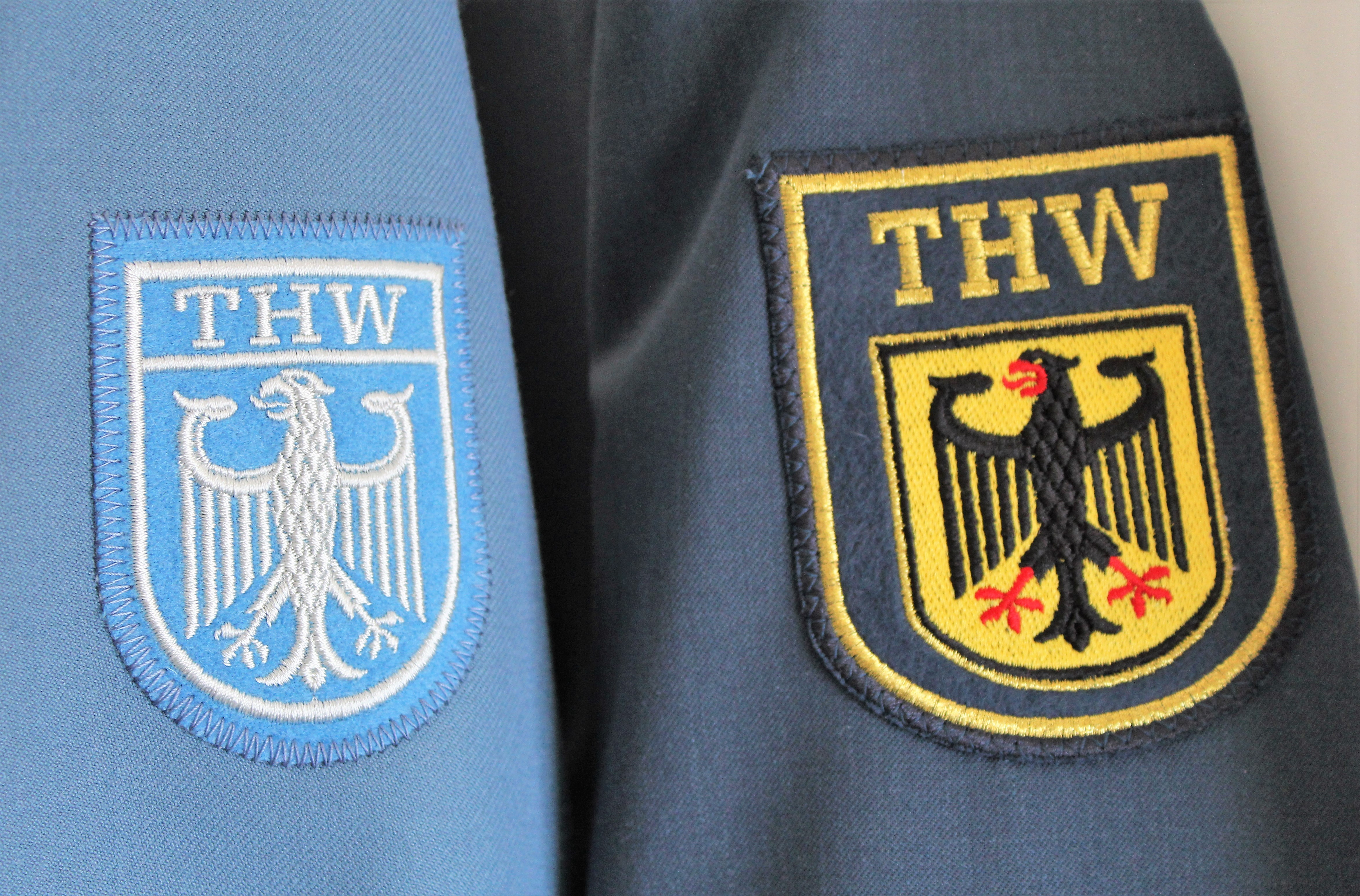
Ärmelabzeichen am THW-Dienstanzug von 1974 (links) und 2011 (rechts)

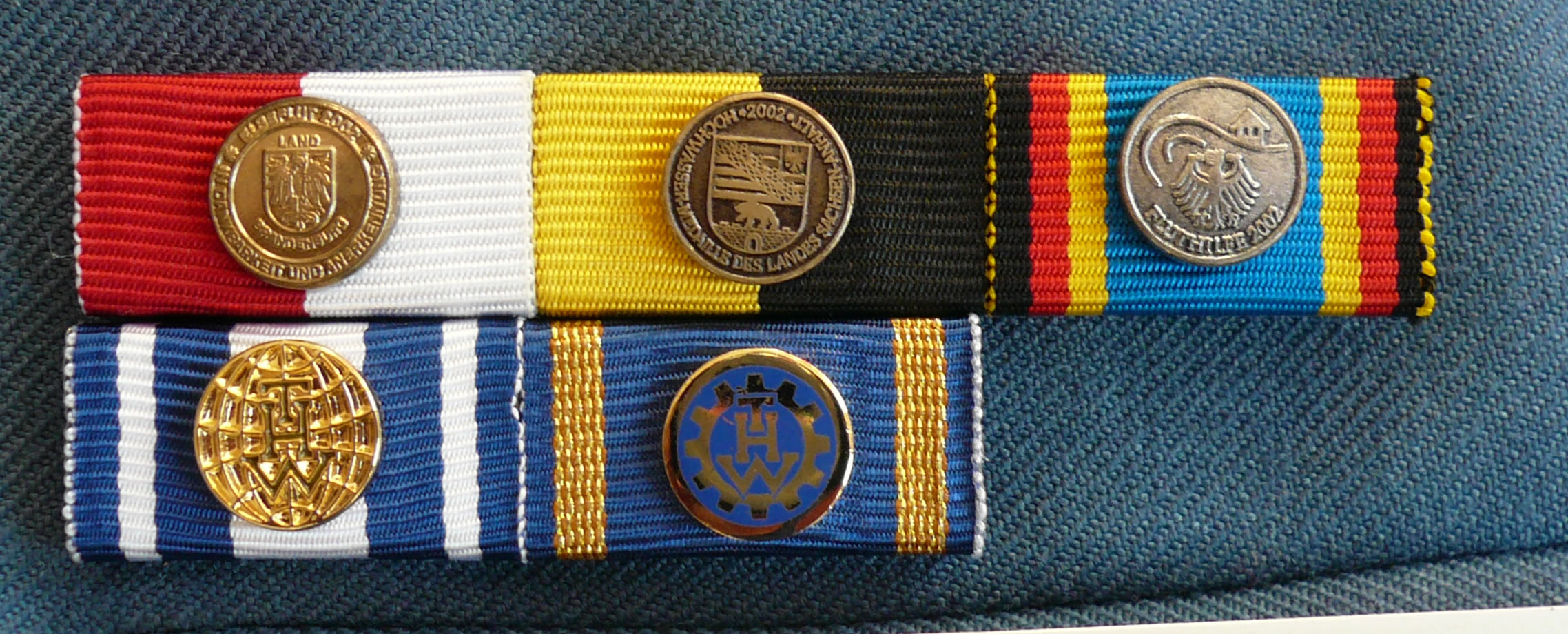
Bandschnalle an einem Dienstanzug

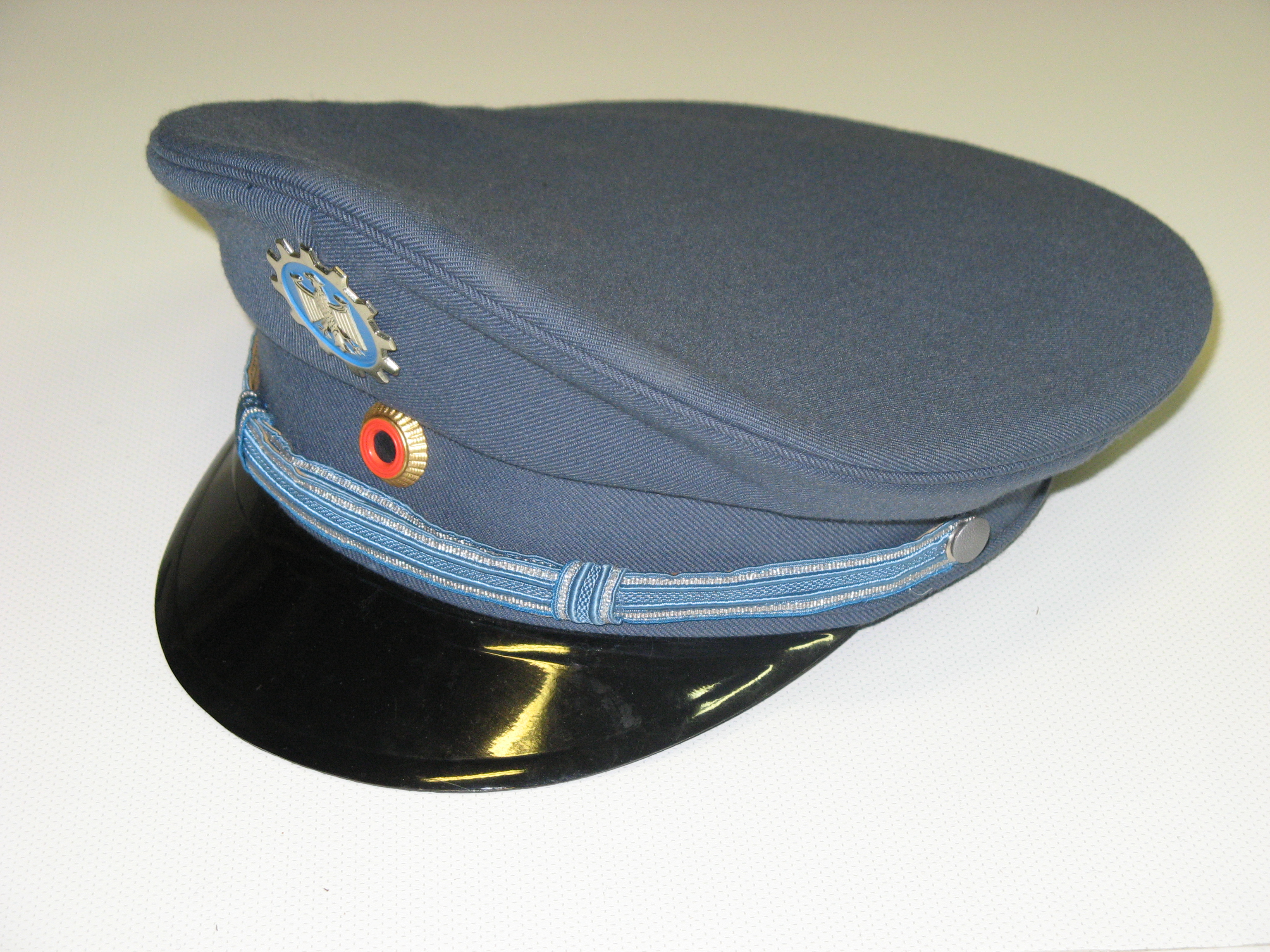
Dienstmütze

Seit 1974 existiert ein Dienstanzug, der anlässlich feierlicher oder bestimmter dienstlicher Veranstaltungen getragen wird. Ausschließlich an diesem dürfen Orden, Ehrenzeichen und organisationseigene THW-Auszeichnungen getragen werden. Neben dem Ehrenzeichen des Technischen Hilfswerks in drei Stufen gibt es etwa das Helferzeichen in Gold und in Gold mit Kranz sowie die Dienstzeitabzeichen und das Einsatzzeichen für Humanitäre Hilfe im Ausland.
Neben diesen organisationseigenen Auszeichnungen können auch Auszeichnungen des Bundes und der Länder wie z. B. die Sturmflut- bzw. Fluthilfe- und Rettungsmedaillen sowie das Bundesverdienstkreuz in allen seinen Stufen an THW-Helfer verliehen werden. Darüber hinaus ist auch eine Verleihung der Rettungsschwimmabzeichen von DLRG, DRK und dem Arbeiter-Samariter-Bund sowie des Deutschen Sportabzeichens bei Erreichen der jeweiligen Leistungen möglich.

### Dienstanzug ab 1974
Der ab 1974 beschaffte Dienstanzug, der auf Drängen der Helfer eingeführt wurde, wird heute noch zu dienstlichen Anlässen getragen. Der Entwurf stammt von dem Designer Heinz Oestergaard, der auch die damaligen neuen Polizeiuniformen entworfen hatte.
Er besteht aus einer schieferblauen Diensthose, einer lichtblauen Dienstjacke mit einer Brusttasche mit Patte auf der linken Seite und zwei Seitentaschen in Hüftnähe, ebenfalls mit Patten und dem Hoheitsabzeichen am linken Oberarm (silberner Bundesadler auf hellblauen Grund, darüber die Initialen „THW“) dazu einer Krawatte in blau.
Außerdem konnte zu diesem Dienstanzug auch noch ein passender Mantel angeschafft werden, der die gleiche Farbe hatte. Auf dem linken Oberarm war ebenfalls das Ärmelabzeichen mit dem Bundesadler angenäht. Dieser Mantel wurde allerdings nur von wenigen Helfern angeschafft.
Zum Dienstanzug wurden zunächst Bergmützen getragen. Diese waren in Hosenfarbe und hatten im Gegensatz zur normalen Bergmütze eine Bundeskokarde und ein besonderes THW-Emblem angebracht. Später wurden auch Schiffchen in Hosenfarbe, und ab 1984 eigene Schirmmützen – ebenfalls in Hosenfarbe – beschafft und mit Ausnahme des Landesverbandes Bayern, wo aus traditionellen Gründen die Bergmütze weiter getragen wurde, bundesweit eingeführt. Die Mützen waren baugleich mit den Mützen der Länderpolizeien und des BGS. Diese werden auch heute noch getragen. An den Dienstmützen wurden für kurze Zeit auch verschiedenfarbige Mützenbänder getragen. So trugen die Zugführer und Ortbeauftragten anstatt des hellblauen Mützenbandes ein silbernes Mützenband während die Landesbeauftragten und der Direktor ein goldenes Mützenband trugen. Ab Beginn der Beschaffung der schwarzen Barette, im Jahr 1991, wurden diese zum Dienstanzug ausgegeben.
Der Helfer musste ein weißes Hemd und schwarze Schuhe für den Dienstanzug selbst beschaffen.
Den Dienstanzug gab es auch für Frauen in Form eines Kostüms wahlweise mit Rock oder Hose sowie mit einem passenden Hut und einem Mantel. Anstatt Hemd und Krawatte trugen die Frauen eine weiße Bluse in Verbindung mit einem dunkelblauen Halstuch.
Im Unterschied zu den Einsatzanzügen waren die Dienststellungskennzeichen sowie die Abzeichen für Sonderausbildung maschinengestickt auf einer hellblauen Filzunterlage (siehe Kapitel Dienststellungskennzeichen). Außerdem gab es Namensschilder aus schwarzem Kunststoff mit weißer Schrift und aus silbernem Metall mit schwarzer eingeprägter Schrift.
Für den Fall, dass keine Jacke getragen wurde, zum Beispiel im Sommer, gab es das oben beschriebene Hoheitsabzeichen auf Leder befestigt, welches an einer Schlaufe am Knopf der linken Brusttasche zu tragen war.

### Dienstanzug ab 2011
Im Jahr 2011 wurde ein neuer Dienstanzug eingeführt. Auffälligste Änderung ist der Wechsel der Grundfarbe von Lichtblau auf ein dunkleres Friedrichsblau. Das Ärmelabzeichen mit dem Bundesadler und den Initialen „THW“ auf dem linken Oberarm, wird nicht mehr in silber auf hellblauen Grund ausgeführt, sondern in den Farben der Bundesrepublik mit goldener Umrandung und Schrift.

### Tagesdienstkleidung
Seit 2011 gibt es ebenfalls die Tagesdienstkleidung, welche die Lücke zwischen der Uniform und dem Anzug schließt. Diese besteht aus einem hellblauen Hemd, einer grauen Cargohose sowie einem schwarzen Blouson und schwarzer Baseballmütze.

## Dienststellungskennzeichen

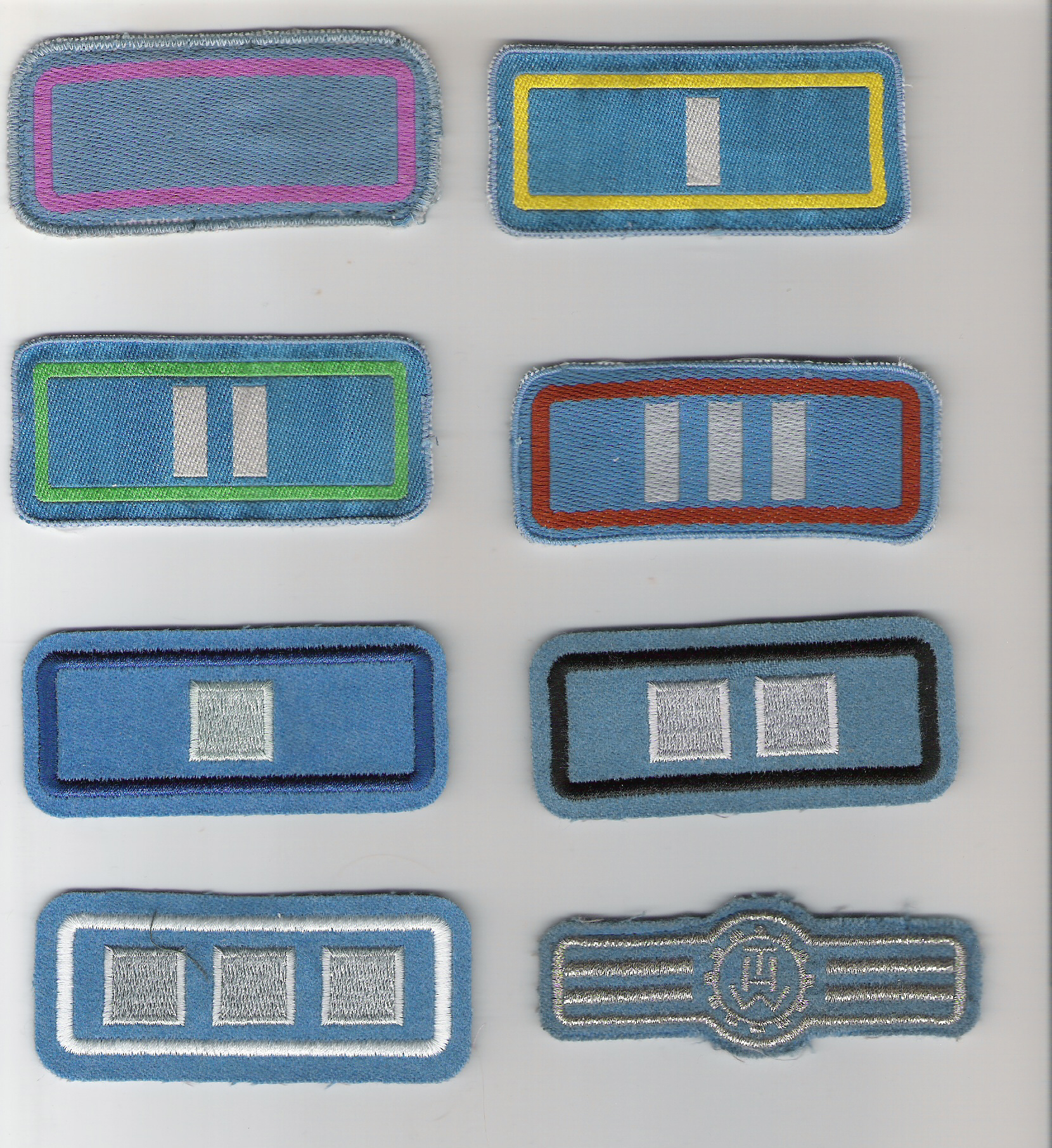
Dienststellungskennzeichen von 1973 bis 1994

Zu den aktuellen und historischen Dienststellungskennzeichen siehe:

### Ehrenamtliche Kräfte
In der Zeit von 1953 bis 1972 wurden dunkelblaue Ärmelstreifen/ -Bänder am linken Oberarm (Gruppenführer) als auch am linken Unterarm (ab Zugführer) der Einsatzjacke getragen. Beim THW gab es seit etwa 1973 Dienststellungskennzeichen, welche die Zugehörigkeit zu einem Fachdienst des erweiterten Katastrophenschutz über die spezifische Farbe kenntlich machten – wie etwa Cadmiumgelb für den Fernmeldedienst oder Violett für den Versorgungsdienst. Die Kennzeichen wurden an den Einsatz- und Dienstanzügen als Aufnäher getragen.
Für den Helm gab es selbstklebende und reflektierende Dienststellungskennzeichen, welche an der linken Helmseite angebracht wurden. Diese Abzeichen waren für alle Fachdienste gleich, da hiermit nur die Dienststellung und nicht die Fachdienstzugehörigkeit kenntlich gemacht wurde. Diese Abzeichen für den Helm blieben bis 1999 gültig.
Ab 1995 gab es nur noch Abzeichen mit ultramarinblauer Umrandung auf grauem Grund, da mit der Auflösung der Fachdienste auch die farbliche Unterscheidung hinfällig war.

### Hauptamtliche Kräfte
Bei den Abzeichen für das hauptamtliche Personal wurde nicht nach Fachdiensten, sondern nach den jeweiligen Laufbahnen und später nach Besoldungsgruppen unterschieden. Wie auch die Abzeichen für die Ortsbeauftragten und ihre Stellvertreter hatten diese das THW-Symbol mittig angeordnet. Der Hintergrund war ebenfalls lichtblau. Auch diese Abzeichen gab es in gestickter oder in Metallausführung.

## Abzeichen für Sonderausbildung
Neben den Dienststellungskennzeichen gab es auch Abzeichen für Sonderausbildung, welche am Linken Unterarm getragen wurden. Hatte ein Helfer mehrere dieser Ausbildungen absolviert, war laut Bekleidungsrichtlinie nur das Abzeichen für die hauptsächlich ausgeübte Zusatzfunktion zu tragen.
Die Abzeichen waren rund und aus demselben lichtblauen Stoff wie die Dienststellungskennzeichen gefertigt. Alle Abzeichen hatten eine silberne Umrandung in deren Mitte das jeweilige Symbol für die absolvierte Ausbildung zu sehen war. Diese Abzeichen gab es – analog zu den Dienststellungskennzeichen – auch in einer Ausführung für den Einsatz- sowie für den Dienstanzug und blieben bis 1994 gültig und wurden nur von den ehrenamtlichen Kräften getragen.
Eine spätere Version von Abzeichen für Sonderausbildung existierte danach als Ersatz für das Dienststellungskennzeichen an der Brust. Wegen Problemen der Anwendung wie der fehlenden Kennzeichnung von Führern oder Unterführern und mangelnden Mehrfachkennzeichnungen wurden diese nicht flächendeckend eingeführt. In der Bekleidungsrichtlinie von 2013 sind sie nicht mehr enthalten.
Abzeichen gab es für folgende Sonderausbildungen:
| ABC-Fachhelfer           | kein Abzeichen |                                                      |
| Atemschutzgeräteträger   |                |                                                      |
| Fährenführer/Bootsführer | +              |                                                      |
| Kraftfahrer              |                |                                                      |
| Maschinist               | kein Abzeichen |                                                      |
| Sanitätshelfer           |                |                                                      |
| Sprechfunker             |                |                                                      |
| Sprengberechtigter       |                |                                                      |
| Verwaltungshelfer        |                | kein Abzeichen Funktion im Stab des THW-Ortsverbands |

## Helm

### Erste Ausführungen
Die ersten eigens für das THW beschafften Helme wurden ab ca. 1957 mit Aufbau des LSHD an die Ortsverbände ausgeliefert. Es waren weiße Helme aus glasfaserverstärktem Polyesterharz, die in ihrer Form dem Luftschutzhelm des Zweiten Weltkrieges ähnlich sahen. Aufgrund der schlechten Beständigkeit des Materials wurden nachfolgende Helme ab 1966 aus Polycarbonat produziert. Die Helme hatten zunächst Kinnriemen aus schwarzem Leder oder weißem Kunststoff mit einfacher Schnalle, später ging man zu Kinnriemen aus Gurtband über, die man mit einem Ruckzuck-Verschluss ausstattete. Dieser hatte den Vorteil, dass sich der Helfer bei Zugbelastung am Helm nicht mit dem Kinnriemen verletzen konnte, da der Verschluss dann öffnete.
Die vom LSHD eingesetzten beziehungsweise übernommenen Helme verfügten über Dienststellungskennzeichen für Unterführer und Führer. Diese waren in der jeweiligen Fachdienstfarbe ausgeführt. Für Unterführer (Trupp- und Gruppenführer) war das Abzeichen ein Strich in der Mitte des Helms von vorne bis hinten, für Zugführer ein umlaufender Streifen in Helmmitte und für Bereitschaftsführer zwei übereinanderliegende umlaufende Streifen in Helmmitte.

### Schutzhelm
Ab Mitte der 1970er Jahre wurden im THW gelbe Helme in Form eines Bauhelms eingeführt. Diese erfüllten die Richtlinien für einen Arbeitsschutzhelm, verfügten jedoch über den oben erwähnten Kinnriemen aus Gurtband. Für den gelben THW-Helm in der ersten Ausführung gab es außerdem ein dienstlich geliefertes Nackenleder wie bei den Feuerwehrhelmen, welches man innen im Helm befestigen konnte. Da dieses jedoch bei späteren Ausführungen wegfiel, rüsteten viele Helfer dieses privat nach.
Die neuen Helme boten auch die Möglichkeit eine Kopfleuchte sowie ein Visier zu befestigen. Sie wurden mit verschiedenen herstellerbedingten Änderungen auch in Verbindung mit dem aktuellen Einsatzanzug getragen. Die Helme hatten zunächst ein rundes THW-Emblem, später ein dreieckiges auf der rechten Seite. Auf der linken Seite wurde das Dienststellungskennzeichen angebracht.

### Schutzhelme von Dräger
Im Jahr 2004 wurde mit dem Dräger HPS 4100 der Helm der Berliner Feuerwehr auch im THW eingeführt.
Der Dräger HPS 4100 wird nach und nach durch das Nachfolgemodell 4300 ersetzt.

THW-Helme
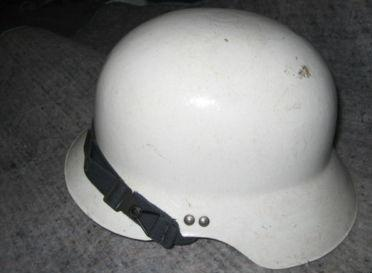
THW-Helm aus den 60er Jahren
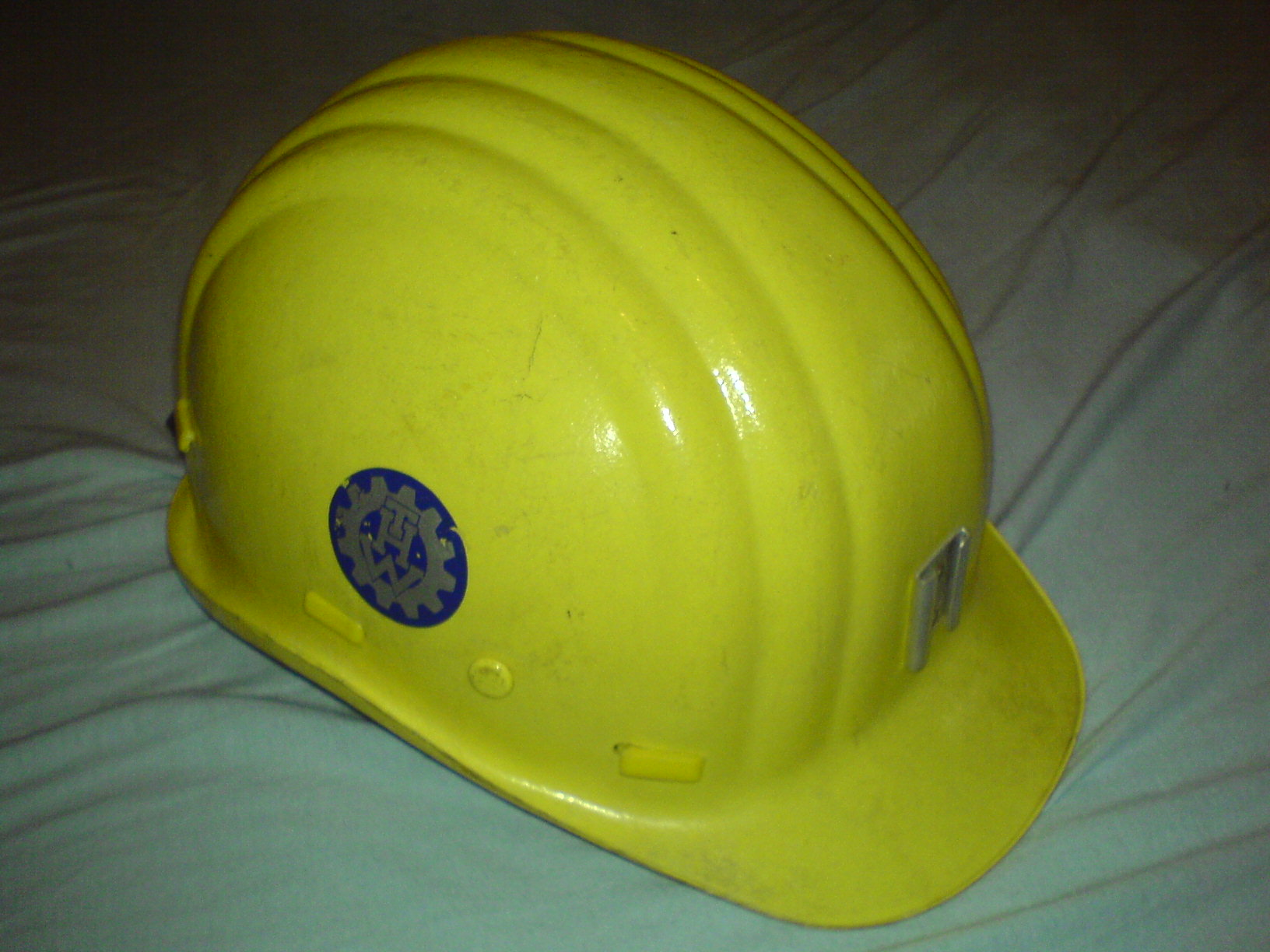
Gelber THW-Helm der ersten Bauform aus dem Jahr 1976
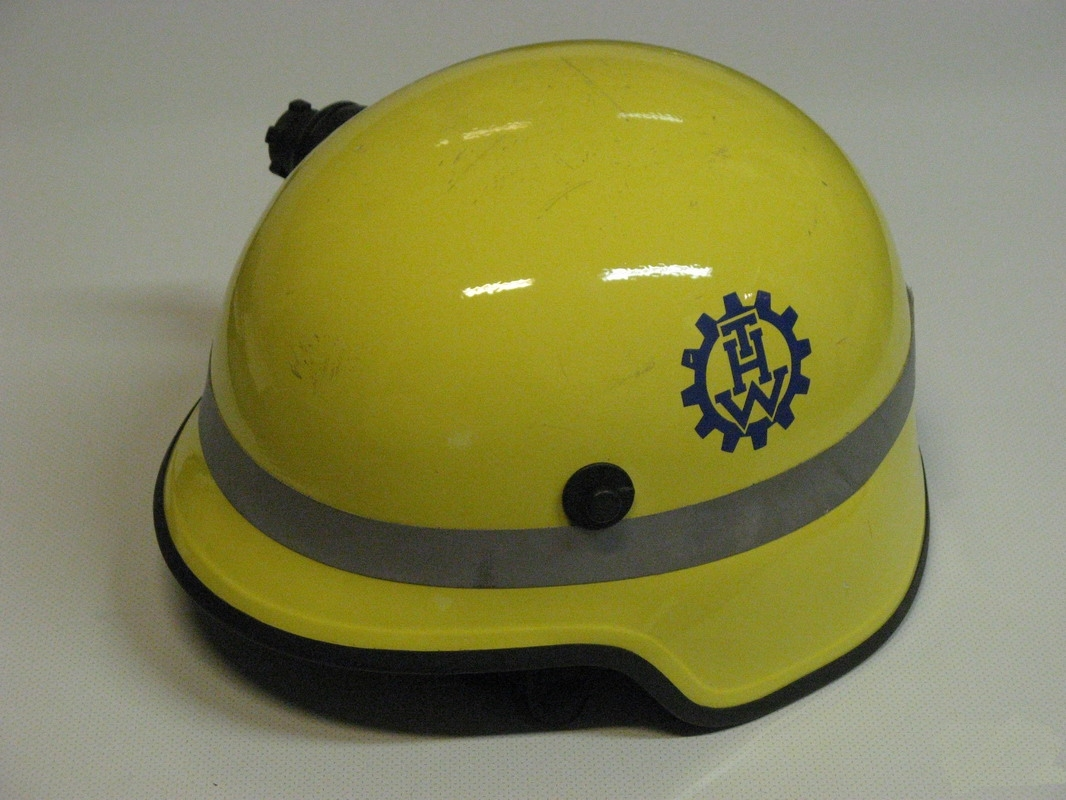
Dräger HPS 4100

## Schuhe
In der Aufbauzeit des THW mussten die Helfer ihre Schuhe noch selbst mitbringen. Erst in den folgenden Jahren wurden Stiefel ausgegeben. Die ersten Stiefel waren halbhohe Schnürstiefel. Ab 1957 gab es dann Schaftstiefel („Knobelbecher“), die teilweise aus Beständen der Bundeswehr und des damaligen Bundesgrenzschutzes (heute Bundespolizei) stammten.
Ab Anfang der 1980er Jahre verfügten die Schaftstiefel über eine antistatische sowie chemikalienbeständige und verstärkte Laufsohle, eine verstärkte Ferse und über eine Stahlkappe im Zehenbereich (entsprechend den Sicherheitsschuhen S3). Die Schnalle am Stiefelschaft fiel weg.
Außerdem verfügten diese Stiefel nicht mehr über eine Metallstoßkante an der Stiefelspitze, da bei dieser die Gefahr der Funkenbildung auf Asphalt bestand.
Bei den Schnallenstiefeln, die noch aufgetragen wurden, musste diese entfernt werden.
Ab Mitte der 1980er Jahre wurden auch in geringen Mengen Schnürstiefel beschafft. Diese entsprachen weitestgehend den Bundeswehrstiefeln und wurden u. a. an die Helfer in den Elektrogruppen der Instandsetzungszüge sowie an die Helfer der Fernmeldezüge ausgegeben, da man mit den Schaftstiefeln nur schlecht in die Steigeisen zum Begehen von Freileitungsmasten hineinkam.
Seit Mitte der 1990er Jahre wird der Feuerwehrstiefel „Special Fighter“ von Haix an die Helfer ausgegeben. Ab ca. 2010 konnten auch Stiefel dieses Typs mit einer Schnittschutzeinlage für die Motorsägenführer geordert werden. Seit 2015 erfolgte eine erneute Änderung bei der Beschaffung. Der bisherige Stiefel ohne Schnittschutz wurde  nicht mehr beschafft und durch den Typ Airpower R91 ersetzt, um dem Wunsch nach einem leichteren Stiefel für bestimmte Verwendungen Rechnung zu tragen. Der Stiefel für die Motorsägenführer wird weiterhin wie gewohnt beschafft.